# Stamboom Amalia van Oranje-Nassau (2003)
| Stamboom Amalia van Oranje-Nassau | Stamboom Amalia van Oranje-Nassau                                                         | Stamboom Amalia van Oranje-Nassau                                                         | Stamboom Amalia van Oranje-Nassau                                                                           | Stamboom Amalia van Oranje-Nassau                                                                           | Stamboom Amalia van Oranje-Nassau                                                           | Stamboom Amalia van Oranje-Nassau                                                           | Stamboom Amalia van Oranje-Nassau                                                            | Stamboom Amalia van Oranje-Nassau                                                            | Stamboom Amalia van Oranje-Nassau                                                        | Stamboom Amalia van Oranje-Nassau                                                        | Stamboom Amalia van Oranje-Nassau                                                        | Stamboom Amalia van Oranje-Nassau                                                        | Stamboom Amalia van Oranje-Nassau                                                                           | Stamboom Amalia van Oranje-Nassau                                                                           | Stamboom Amalia van Oranje-Nassau                                                        | Stamboom Amalia van Oranje-Nassau                                                        |
| --------------------------------- | ----------------------------------------------------------------------------------------- | ----------------------------------------------------------------------------------------- | --- | --- | ------------------------------------------------------------------------------------------- | ------------------------------------------------------------------------------------------- | -------------------------------------------------------------------------------------------- | -------------------------------------------------------------------------------------------- | ---------------------------------------------------------------------------------------- | ---------------------------------------------------------------------------------------- | ---------------------------------------------------------------------------------------- | ---------------------------------------------------------------------------------------- | --- | --- | ---------------------------------------------------------------------------------------- | ---------------------------------------------------------------------------------------- |
| Betovergrootouders                | Wilhelm van Amsberg (1856-1929) x 1889 Elise van Vieregge (1866-1951)                     | Wilhelm van Amsberg (1856-1929) x 1889 Elise van Vieregge (1866-1951)                     | Georg von dem Bussche-Haddenhausen (1869-1923) x 1896 Gabrielle Marie von dem Bussche-Ippenburg (1877-1973) | Georg von dem Bussche-Haddenhausen (1869-1923) x 1896 Gabrielle Marie von dem Bussche-Ippenburg (1877-1973) | Bernhard van Lippe-Biesterfeld (1872-1934) x 1909 Armgard van Sierstorpff-Cramm (1883-1971) | Bernhard van Lippe-Biesterfeld (1872-1934) x 1909 Armgard van Sierstorpff-Cramm (1883-1971) | Hendrik van Mecklenburg-Schwerin (1876-1934) x 1901 Wilhelmina van Oranje-Nassau (1880-1962) | Hendrik van Mecklenburg-Schwerin (1876-1934) x 1901 Wilhelmina van Oranje-Nassau (1880-1962) | Amadeo Zorreguieta Hernández (1868-19??) x Máxima Blanca Bonorino González (1874-1965)   | Amadeo Zorreguieta Hernández (1868-19??) x Máxima Blanca Bonorino González (1874-1965)   | Orestes Stefanini x Tullia Borella                                                       | Orestes Stefanini x Tullia Borella                                                       | Santiago Anastasio Cerruti Ponce de León (1872-1940) x1897 María de las Mercedes Sautu Martínez (1877-1955) | Santiago Anastasio Cerruti Ponce de León (1872-1940) x1897 María de las Mercedes Sautu Martínez (1877-1955) | Domingo Carricart Etchart (1885-1953) x Carmen Cieza Rodríguez                           | Domingo Carricart Etchart (1885-1953) x Carmen Cieza Rodríguez                           |
| Overgrootouders                   | Klaus Felix van Amsberg (1890-1953) x 1924 Gösta von dem Bussche-Haddenhausen (1902-1996) | Klaus Felix van Amsberg (1890-1953) x 1924 Gösta von dem Bussche-Haddenhausen (1902-1996) | Klaus Felix van Amsberg (1890-1953) x 1924 Gösta von dem Bussche-Haddenhausen (1902-1996)                   | Klaus Felix van Amsberg (1890-1953) x 1924 Gösta von dem Bussche-Haddenhausen (1902-1996)                   | Bernhard van Lippe-Biesterfeld (1911-2004) x 1937 Juliana van Oranje-Nassau (1909-2004)     | Bernhard van Lippe-Biesterfeld (1911-2004) x 1937 Juliana van Oranje-Nassau (1909-2004)     | Bernhard van Lippe-Biesterfeld (1911-2004) x 1937 Juliana van Oranje-Nassau (1909-2004)      | Bernhard van Lippe-Biesterfeld (1911-2004) x 1937 Juliana van Oranje-Nassau (1909-2004)      | Juan Zorreguieta Bonorino (1899-1959) x 1925 Cesina Stefanini Borella (1901-1999)        | Juan Zorreguieta Bonorino (1899-1959) x 1925 Cesina Stefanini Borella (1901-1999)        | Juan Zorreguieta Bonorino (1899-1959) x 1925 Cesina Stefanini Borella (1901-1999)        | Juan Zorreguieta Bonorino (1899-1959) x 1925 Cesina Stefanini Borella (1901-1999)        | Jorge Cerruti De Sautu (1911-1992) x 1942 María del Carmen Carricart Cieza (1914-1999)                      | Jorge Cerruti De Sautu (1911-1992) x 1942 María del Carmen Carricart Cieza (1914-1999)                      | Jorge Cerruti De Sautu (1911-1992) x 1942 María del Carmen Carricart Cieza (1914-1999)   | Jorge Cerruti De Sautu (1911-1992) x 1942 María del Carmen Carricart Cieza (1914-1999)   |
| Grootouders                       | Claus van Amsberg (1926-2002) x 1966 Beatrix van Oranje-Nassau (1938)                     | Claus van Amsberg (1926-2002) x 1966 Beatrix van Oranje-Nassau (1938)                     | Claus van Amsberg (1926-2002) x 1966 Beatrix van Oranje-Nassau (1938)                                       | Claus van Amsberg (1926-2002) x 1966 Beatrix van Oranje-Nassau (1938)                                       | Claus van Amsberg (1926-2002) x 1966 Beatrix van Oranje-Nassau (1938)                       | Claus van Amsberg (1926-2002) x 1966 Beatrix van Oranje-Nassau (1938)                       | Claus van Amsberg (1926-2002) x 1966 Beatrix van Oranje-Nassau (1938)                        | Claus van Amsberg (1926-2002) x 1966 Beatrix van Oranje-Nassau (1938)                        | Jorge Zorreguieta Stefanini (1928-2017) x 1971 Maria del Carmen Cerruti Carricart (1944) | Jorge Zorreguieta Stefanini (1928-2017) x 1971 Maria del Carmen Cerruti Carricart (1944) | Jorge Zorreguieta Stefanini (1928-2017) x 1971 Maria del Carmen Cerruti Carricart (1944) | Jorge Zorreguieta Stefanini (1928-2017) x 1971 Maria del Carmen Cerruti Carricart (1944) | Jorge Zorreguieta Stefanini (1928-2017) x 1971 Maria del Carmen Cerruti Carricart (1944)                    | Jorge Zorreguieta Stefanini (1928-2017) x 1971 Maria del Carmen Cerruti Carricart (1944)                    | Jorge Zorreguieta Stefanini (1928-2017) x 1971 Maria del Carmen Cerruti Carricart (1944) | Jorge Zorreguieta Stefanini (1928-2017) x 1971 Maria del Carmen Cerruti Carricart (1944) |
| Ouders                            | Willem-Alexander van Oranje-Nassau (1967) x 2002 Máxima Zorreguieta (1971)                | Willem-Alexander van Oranje-Nassau (1967) x 2002 Máxima Zorreguieta (1971)                | Willem-Alexander van Oranje-Nassau (1967) x 2002 Máxima Zorreguieta (1971)                                  | Willem-Alexander van Oranje-Nassau (1967) x 2002 Máxima Zorreguieta (1971)                                  | Willem-Alexander van Oranje-Nassau (1967) x 2002 Máxima Zorreguieta (1971)                  | Willem-Alexander van Oranje-Nassau (1967) x 2002 Máxima Zorreguieta (1971)                  | Willem-Alexander van Oranje-Nassau (1967) x 2002 Máxima Zorreguieta (1971)                   | Willem-Alexander van Oranje-Nassau (1967) x 2002 Máxima Zorreguieta (1971)                   | Willem-Alexander van Oranje-Nassau (1967) x 2002 Máxima Zorreguieta (1971)               | Willem-Alexander van Oranje-Nassau (1967) x 2002 Máxima Zorreguieta (1971)               | Willem-Alexander van Oranje-Nassau (1967) x 2002 Máxima Zorreguieta (1971)               | Willem-Alexander van Oranje-Nassau (1967) x 2002 Máxima Zorreguieta (1971)               | Willem-Alexander van Oranje-Nassau (1967) x 2002 Máxima Zorreguieta (1971)                                  | Willem-Alexander van Oranje-Nassau (1967) x 2002 Máxima Zorreguieta (1971)                                  | Willem-Alexander van Oranje-Nassau (1967) x 2002 Máxima Zorreguieta (1971)               | Willem-Alexander van Oranje-Nassau (1967) x 2002 Máxima Zorreguieta (1971)               |
| Amalia van Oranje-Nassau (2003)   |                                                                                           |                                                                                           | | |                                                                                             |                                                                                             |                                                                                              |                                                                                              |                                                                                          |                                                                                          |                                                                                          |                                                                                          | | |                                                                                          |                                                                                          |